# Ломбарди, Лелла
Мари́я Гра́ция Ломба́рди, более известная как Ле́лла Ломба́рди (итал. Maria Grazia "Lella" Lombardi, 26 марта 1941, Фругароло, Алессандрия — 3 марта 1992, Милан) — итальянская автогонщица. Единственная женщина, набиравшая очки в зачёт чемпионата мира Формулы-1.

## Биография
В детстве занималась спортом, играла в гандбол. Позже проявила интерес к автогонкам, первоначально участвовала в ралли в качестве штурмана. Позже начала участвовать в итальянских кузовных и формульных чемпионатах под именем Лелла, которое было её детским прозвищем. Выиграв чемпионат Мексики в Формуле-Форд, перешла в сезоне 1974 года в британскую Формулу-5000.
В Формуле-1 дебютировала 20 июля 1974 года на Гран-при Великобритании в частной команде «Эллайед Полимер Груп» за рулём автомобиля Брэбем BT42. Не прошла квалификацию, запомнившись лишь необычным стартовым номером 208. Он был присвоен по просьбе одного из спонсоров, радиостанции из Люксембурга, вещавшей на частоте AM 208 кГц, и до сих пор является наивысшим за всю историю чемпионата мира Формулы-1.
В сезоне 1975 года смогла провести полный сезон в чемпионате в команде «Марч».
Второй гонкой в карьере Ломбарди был Гран-при Испании 1975 года, проводившийся на городской трассе Монтжуик в Барселоне. На первом этапе чемпионата в ЮАР она заняла последнее место на стартовой решётке и в гонке не добралась до финиша. В Испании в квалификации заняла 24-е место. Многочисленные аварии и сходы привели к тому, что Лелла Ломбарди после первой трети гонки занимала место в первой десятке. Гран-при закончился на 29 круге, после того как четырьмя кругами ранее лидировавший Рольф Штоммелен вылетел с трассы, в результате чего погибли 5 зрителей. На момент остановки гонки Лелла Ломбарди шла на шестом месте, дававшем одно очко в зачёт чемпионата мира, но, поскольку гонщики прошли менее двух третей дистанции, по правилам им была начислена половина очков. В этой гонке Лелла Ломбарди установила новое высшее достижение женщин в гонках Формулы-1 (предыдущее было установлено Марией Терезой де Филиппис, занявшей на Гран-при Бельгии 1958 года 10-е место). Она до сих пор остается единственной женщиной, сумевшей набрать очки в зачёт чемпионата мира Формула-1.
Наивысше достижение в последующих гонках сезона — седьмое место на Гран-при Германии. В сезоне 1976 года Ломбарди провела в команде «Марч» лишь стартовую гонку сезона, после чего была заменена на Ронни Петерсона. В середине сезона участвовала в трёх Гран-при в составе команды RAM (дважды не прошла квалификацию и один раз попала на старт, заняв в гонке 12-е место).
Затем участвовала в кузовных гонках, заняла 31-е место в гонке НАСКАР в сезоне 1977 года, стартовала в различных гонках спортпрототипов, Европейском чемпионате по турингу, ДТМ.
Умерла в 1992 году от рака.

## Результаты гонок в «Формуле-1»
| Легенда к таблице |                                                                    |
| --- | ------------------------------------------------------------------ |
| В таблице перечислены результаты всех Гран-при Формулы-1, в которых принимал участие гонщик. Строками таблицы являются сезоны, столбцами — этапы чемпионата мира. В каждой клетке указаны сокращённое название этапа и результат, дополнительно обозначенный цветом. Расшифровка обозначений и цветов представлена в нижеследующей таблице. |                                                                    |
| \| Пример \| Описание \| \| ------------ \| ------------------------------------------------------------------ \| \| 1 \| Победитель \| \| 2 \| Второе место \| \| 3 \| Третье место \| \| 5 \| Финишировал, заработав очки \| \| Сход \| Не финишировал, но при этом заработал очки \| \| 12 \| Финишировал, не получив очков \| \| НКЛ \| Финишировал, но не попал в финальную классификацию \| \| 15 \| Участвовал вне зачёта, либо по отдельной классификации \| \| 18 \| Не финишировал, но попал в финальную классификацию \| \| Сход \| Не финишировал \| \| НКВ \| Не прошёл квалификацию \| \| НПКВ \| Не прошёл предквалификацию \| \| ДСК \| Дисквалифицирован \| \| ИСК \| Исключён из протокола соревнований \| \| ТТ \| Заявлен для участия только в тренировках \| \| НС \| Участвовал в квалификации, но не стартовал в гонке \| \| Т \| Травмирован или болен \| \| ОТК \| Отказ от участия \| \| НТР \| Прибыл на соревнования, но на трассу не выезжал \| \| НПР \| Был заявлен в числе участников, но не прибыл к началу соревнований \| \| О \| Соревнования отменены \| \| \| Не участвовал \| \| Поул-позиция \| \| \| Быстрый круг \| \| |                                                                    |
| Пример | Описание                                                           |
| 1 | Победитель                                                         |
| 2 | Второе место                                                       |
| 3 | Третье место                                                       |
| 5 | Финишировал, заработав очки                                        |
| Сход | Не финишировал, но при этом заработал очки                         |
| 12 | Финишировал, не получив очков                                      |
| НКЛ | Финишировал, но не попал в финальную классификацию                 |
| 15 | Участвовал вне зачёта, либо по отдельной классификации             |
| 18 | Не финишировал, но попал в финальную классификацию                 |
| Сход | Не финишировал                                                     |
| НКВ | Не прошёл квалификацию                                             |
| НПКВ | Не прошёл предквалификацию                                         |
| ДСК | Дисквалифицирован                                                  |
| ИСК | Исключён из протокола соревнований                                 |
| ТТ | Заявлен для участия только в тренировках                           |
| НС | Участвовал в квалификации, но не стартовал в гонке                 |
| Т | Травмирован или болен                                              |
| ОТК | Отказ от участия                                                   |
| НТР | Прибыл на соревнования, но на трассу не выезжал                    |
| НПР | Был заявлен в числе участников, но не прибыл к началу соревнований |
| О | Соревнования отменены                                              |
| | Не участвовал                                                      |
| Поул-позиция |                                                                    |
| Быстрый круг |                                                                    |

| Сезон | Команда                    | Шасси         | Двигатель                | Ш | 1      | 2   | 3        | 4     | 5       | 6        | 7        | 8      | 9       | 10       | 11     | 12     | 13       | 14     | 15  | 16  | Место | Очки |
| ----- | -------------------------- | ------------- | ------------------------ | - | ------ | --- | -------- | ----- | ------- | -------- | -------- | ------ | ------- | -------- | ------ | ------ | -------- | ------ | --- | --- | ----- | ---- |
| 1974  | Allied Polymer Group       | Brabham BT42  | Ford Cosworth DFV 3,0 V8 | G | АРГ    | БРА | ЮАР      | ИСП   | БЕЛ     | МОН      | ШВЕ      | НИД    | ФРА     | ВЕЛ НКВ  | ГЕР    | АВТ    | ИТА      | КАН    | США |     | -     | 0    |
| 1975  | March Engineering          | March 741     | Ford Cosworth DFV 3,0 V8 | G | АРГ    | БРА | ЮАР Сход |       |         |          |          |        |         |          |        |        |          |        |     |     | 21    | 0,5  |
| 1975  | March                      | March 751     | Ford Cosworth DFV 3,0 V8 | G |        |     |          | ИСП 6 | МОН НКВ | БЕЛ Сход | ШВЕ Сход | НИД 14 | ФРА 18  | ВЕЛ Сход | ГЕР 7  | АВТ 17 | ИТА Сход |        |     |     | 21    | 0,5  |
| 1975  | Frank Williams Racing Cars | Williams FW04 | Ford Cosworth DFV 3,0 V8 | G |        |     |          |       |         |          |          |        |         |          |        |        |          | США НС |     |     | 21    | 0,5  |
| 1976  | March Engineering          | March 761     | Ford Cosworth DFV 3,0 V8 | G | БРА 14 | ЮАР | США      | ИСП   | БЕЛ     | МОН      | ШВЕ      | ФРА    |         |          |        |        |          |        |     |     | -     | 0    |
| 1976  | RAM                        | Brabham BT44B | Ford Cosworth DFV 3,0 V8 | G |        |     |          |       |         |          |          |        | ВЕЛ НКВ | ГЕР НКВ  | АВТ 12 | НИД    | ИТА      | КАН    | США | ЯПО | -     | 0    |